# Lanrivain
Lanrivain (bret. Larruen) – miejscowość i gmina we Francji, w regionie Bretania, w departamencie Côtes-d’Armor.
Według danych na rok 1990 gminę zamieszkiwało 510 osób, a gęstość zaludnienia wynosiła 14 osób/km² (wśród 1269 gmin Bretanii Lanrivain plasuje się na 822. miejscu pod względem liczby ludności, natomiast pod względem powierzchni na miejscu 180.).